# Eupelmus cushmani
Eupelmus cushmani är en stekelart som först beskrevs av Crawford 1908.  Eupelmus cushmani ingår i släktet Eupelmus och familjen hoppglanssteklar. Inga underarter finns listade i Catalogue of Life.